# Черч Хил (Мериленд)
Черч Хил (енгл. Church Hill) град је у америчкој савезној држави Мериленд.

## Демографија
По попису из 2010. године број становника је 745, што је 215 (40,6%) становника више него 2000. године.
| Група             | 2000.       | 2010.       |
| Белци             | 396 (74,7%) | 532 (71,4%) |
| Афроамериканци    | 115 (21,7%) | 106 (14,2%) |
| Азијати           | 1 (0,2%)    | 14 (1,9%)   |
| Хиспаноамериканци | 13 (2,5%)   | 75 (10,1%)  |
| Укупно            | 530         | 745         |